# Алгоритмическая локальная лемма Ловаса
Алгоритмическая локальная лемма Ловаса — лемма в теоретической информатике, позволяющая конструировать объекты, подчиняющиеся определённым ограничениям.
Из локальной леммы Ловаса следует, что вероятность того, что ни одно событие из некоторого множества «плохих» событий {\displaystyle \{A_{1},\dots ,A_{n}\}} не произойдёт, строго положительна, если эти события удовлетворяют некоторым дополнительным ограничениям. В то же время лемма неконструктивна и не позволяет явным образом конструировать примеры объектов, для которых эти события не наступают. В случае когда указанные события определяются конечным набором независимых друг от друга случайных величин, разработанный учёными Робином Мозером и Габором Тардосом алгоритм типа «Лас-Вегас» с полиномиальным временем работы позволяет в явном виде вычислить некоторый набор значений этих величин, для которого не выполняется ни одно из рассматриваемых случайных событий.

## Обзор локальной леммы Ловаса
Локальная лемма Ловаса является мощным инструментом, обычно используемым в вероятностном методе для доказательства существования некоторых сложных математических объектов с набором заданных признаков. Типичное доказательство сводится к рассмотрению свойств объекта с точки зрения теории вероятностей и использованию локальной леммы Ловаса для оценки вероятности отсутствия какого-либо из признаков. Отсутствие признака считается «плохим» событием, и если можно показать, что можно одновременно избежать всех таких «плохих» событий, то существование объекта доказано. Сама лемма формулируется следующим образом:

Пусть {\displaystyle {\mathcal {A}}=\{A_{1},\ldots ,A_{n}\}} — конечное множество событий в вероятностном пространстве {\displaystyle \Omega }. Для любого {\displaystyle A\in {\mathcal {A}}} пусть {\displaystyle \Gamma (A)} определяет смежные с {\displaystyle A} вершины в графе зависимостей (в графе зависимостей вершина {\displaystyle A} смежна с событиями, от которых она не независима). Если существует отображение {\displaystyle x:{\mathcal {A}}\to (0,1)} такое, что
{\displaystyle \forall A\in {\mathcal {A}}:\Pr(A)\leq x(A)\prod _{B\in \Gamma (A)}(1-x(B)),}
то вероятность того, что ни одно из событий {\displaystyle {\mathcal {A}}} не произойдет, положительна, а именно
{\displaystyle \Pr \left({\overline {A_{1}}}\wedge \cdots \wedge {\overline {A_{n}}}\right)\geq \prod \limits _{i\in \{1,\dots ,n\}}(1-x(A_{i})).}

## Алгоритмическая версия локальной леммы Ловаса
Локальная лемма Ловаса неконструктивна, поскольку она позволяет сделать вывод о существовании структурных свойств или сложных объектов, но не указывает, как можно их эффективно найти или построить на практике. При этом случайное семплирование из вероятностного пространства {\displaystyle \Omega }, вероятно, будет неэффективным, поскольку вероятность события, представляющего интерес,
{\displaystyle \Pr \left({\overline {A_{1}}}\wedge \cdots \wedge {\overline {A_{n}}}\right)}
ограничена только произведением малых величин
{\displaystyle \prod _{A\in {\mathcal {A}}}(1-x(A))} и поэтому, вероятно, будет очень мала.
В предположении, что все события из {\displaystyle {\mathcal {A}}} определяются конечным набором независимых друг от друга случайных величин {\displaystyle {\mathcal {P}}} из {\displaystyle \Omega }, Робин Мозер и Габор Тардос предложили эффективный случайный алгоритм, который находит набор случайных величин в {\displaystyle {\mathcal {P}}} таких, что все события из {\displaystyle {\mathcal {A}}} не выполняются.
Следовательно, этот алгоритм может использоваться для эффективного построения сложных объектов с предписанными характеристиками для большинства задач, к которым применима локальная лемма Ловаса.

### История
Работе Мозера и Тардоса предшествовали и другие результаты, благодаря которым был достигнут прогресс в разработке алгоритмических версий локальной леммы Ловаса. В 1991 Джозеф Бек впервые показал, что разработка алгоритмической версии леммы принципиально возможна. В его работе формулировка леммы была более строгой, чем в первоначальном неконструктивном определении. Подход Бека требовал, чтобы для каждого {\displaystyle A\in {\mathcal {A}}} число зависимостей {\displaystyle A} было ограничено сверху как {\displaystyle |\Gamma (A)|<2^{\frac {n}{48}}}. Неконструктивная версия локальной леммы допускает более слабое ограничение:
{\displaystyle |\Gamma (A)|<{\frac {2^{n}}{e}}.}
Эта оценка является неулучшаемой. Последующие работы постепенно сдвигали эту оценку, пока Мозер и Тардос не предъявили алгоритм, который её достигает.
В 2020 году Робин Мозер и Габор Тардос получили премию Гёделя за алгоритмическую версию локальной леммы Ловаса.

### Алгоритм
Пусть {\displaystyle v_{P}} — текущая реализация случайной величины {\displaystyle P\in {\mathcal {P}}}, а {\displaystyle (v_{P})_{\mathcal {P}}} — реализация всех случайных величин из {\displaystyle {\mathcal {P}}}.
Уникальное минимальное подмножество случайных величин в {\displaystyle {\mathcal {P}}}, которые определяют, наступит ли событие {\displaystyle A}, обозначается {\displaystyle {\text{vbl}}(A)}.
Если событие {\displaystyle A} верно при вычислении {\displaystyle (v_{P})_{\mathcal {P}}}, будем говорить, что вычисление {\displaystyle (v_{P})_{\mathcal {P}}} удовлетворяет {\displaystyle A}, в противном случае оно избегает {\displaystyle A}.
Алгоритм работает следующим образом:
1. Для каждой величины {\displaystyle P\in {\mathcal {P}}} случайным образом вычислить некоторую его реализацию {\displaystyle v_{P}}
2. Пока существует {\displaystyle A\in {\mathcal {A}}} такое, что {\displaystyle (v_{P})_{\mathcal {P}}} удовлетворяет {\displaystyle A}:
  - Выбрать произвольное удовлетворенное событие {\displaystyle A\in {\mathcal {A}}}
  - Для каждой величины {\displaystyle P\in {\text{vbl}}(A)} вычислить новую реализацию {\displaystyle v_{P}}
3. Вернуть {\displaystyle (v_{P})_{\mathcal {P}}}

На первом этапе алгоритм случайным образом инициализирует текущее назначение {\displaystyle v_{P}} для каждой случайной величины {\displaystyle P\in {\mathcal {P}}}. Это означает, что значение {\displaystyle v_{P}} выбирается случайным образом и независимо в соответствии с распределением случайной величины {\displaystyle P}. Затем алгоритм входит в основной цикл, который выполняется до тех пор, пока не будет найдена нужная реализация. На каждой итерации основного цикла алгоритм выбирает произвольное удовлетворенное событие {\displaystyle {\mathcal {A}}} и повторно выбирает все случайные величины, которые определяют {\displaystyle {\mathcal {A}}}.

### Основная теорема
Пусть {\displaystyle {\mathcal {P}}} — конечное множество независимых в совокупности случайных величин в вероятностном пространстве {\displaystyle \Omega }, {\displaystyle {\mathcal {A}}} — конечное множество событий, определяемых этими величинами. Если существует набор {\displaystyle x:{\mathcal {A}}\to (0,1)} такой, что
{\displaystyle \forall A\in {\mathcal {A}}:\Pr(A)\leq x(A)\prod _{B\in \Gamma (A)}(1-x(B))},
то существует реализация {\displaystyle {\mathcal {P}}}, избегающая всех событий из {\displaystyle {\mathcal {A}}}. Кроме того, описанный выше рандомизированный алгоритм повторно выбирает событие {\displaystyle A\in {\mathcal {A}}} не более чем
{\displaystyle {\frac {x(A)}{1-x(A)}}}
раз, прежде чем он найдет требуемую реализацию. Таким образом, ожидаемое время выполнения алгоритма не превосходит
{\displaystyle \sum _{A\in {\mathcal {A}}}{\frac {x(A)}{1-x(A)}}}.

### Симметричная версия
Требования к {\displaystyle x} могут показаться сложными и неинтуитивными. Но его можно заменить тремя простыми условиями:
- {\displaystyle \forall A\in {\mathcal {A}}:|\Gamma (A)|\leq D}, то есть каждое событие {\displaystyle A} зависит не более чем от {\displaystyle D} других событий;
- {\displaystyle \forall A\in {\mathcal {A}}:\Pr(A)\leq p}, то есть вероятность каждого события {\displaystyle A} не превосходит {\displaystyle p};
- {\displaystyle ep(D+1)\leq 1}, где {\displaystyle e} — это основание натурального логарифма.

Вариант локальной леммы Ловаса с этими тремя условиями вместо набора {\displaystyle x} называется симметричной локальной леммой Ловаса. Также можно сформулировать симметричную алгоритмическую локальную лемму Ловаса:
Пусть {\displaystyle {\mathcal {P}}} — конечный набор независимых в совокупности случайных величин и {\displaystyle {\mathcal {A}}} — конечный набор событий, определяемых этими величинами. Если вышеуказанные три условия выполняются, то существует реализация величин из {\displaystyle {\mathcal {P}}}, избегающая всех событий из {\displaystyle {\mathcal {A}}}. Кроме того, описанный выше рандомизированный алгоритм повторно выбирает событие {\displaystyle A\in {\mathcal {A}}} не больше чем {\displaystyle {\frac {1}{D}}} раз, прежде чем он найдет эту реализацию. Таким образом, общее ожидаемое время выполнения алгоритма не превосходит {\displaystyle {\frac {n}{D}}}.

## Пример
В следующем примере показано, как алгоритмическая версия локальной леммы Ловаса может быть применена к простой задаче.
Пусть {\displaystyle \Phi } — конъюнктивная нормальная форма формулы над переменными {\displaystyle X_{1},\dots ,X_{n}}, содержащая {\displaystyle n} дизъюнктов и имеющая по крайней мере {\displaystyle k} литералов в каждом дизъюнкте, при этом каждая переменная {\displaystyle X_{i}} присутствует не более чем в {\displaystyle {\frac {2^{k}}{ke}}} дизъюнктах. Тогда {\displaystyle \Phi } выполнима.
Это утверждение можно доказать, используя симметричную версию алгоритмической локальной леммы Ловаса. Пусть {\displaystyle X_{1},\dots ,X_{n}} — множество независимых в совокупности случайных величин {\displaystyle {\mathcal {P}}}, которые выбираются равномерно и независимо друг от друга. Без ограничения общности можно считать, что в каждом дизъюнкте ровно {\displaystyle k} литералов. «Плохим» в данной задаче будет событие {\displaystyle A_{i}}, соответствующее тому, что {\displaystyle i}-й дизъюнкт не выполнен. Поскольку каждый дизъюнкт содержит {\displaystyle k} литералов (и, следовательно, {\displaystyle k} переменных) и все переменные выбираются случайным образом, можно оценить вероятность каждого «плохого» события следующим образом:
{\displaystyle \Pr(A_{i})=p=2^{-k}.}
Поскольку каждая переменная может появляться не более чем в {\displaystyle {\frac {2^{k}}{ke}}} дизъюнктах, и в каждом дизъюнкте {\displaystyle k} переменных, каждое «плохое» событие {\displaystyle A_{i}} может зависеть не более чем от
{\displaystyle D=k\left({\frac {2^{k}}{ke}}-1\right)\leq {\frac {2^{k}}{e}}-1}
других событий, следовательно
{\displaystyle D+1\leq {\frac {2^{k}}{e}}.}
Если умножить обе стороны на {\displaystyle ep}, получится
{\displaystyle ep(D+1)\leq e2^{-k}{\frac {2^{k}}{e}}=1}.
Из симметричной локальной леммы Ловаса следует, что вероятность реализации {\displaystyle X_{1},\dots ,X_{n}}, при которой все дизъюнкты из {\displaystyle \Phi } выполнены, не нулевая, и, следовательно, такая реализация должна существовать. Алгоритмическая лемма Ловаса позволяет найти такое присваивание за разумное время с помощью алгоритма, описанного выше. Алгоритм работает следующим образом:
Изначально берётся случайная реализация {\displaystyle X_{1},\dots ,X_{n}}. Пока вся формула {\displaystyle \Phi } не становится истинной, случайным образом выбирается невыполненный дизъюнкт {\displaystyle C} из {\displaystyle \Phi }, а затем всем переменным, которые встречаются в {\displaystyle C}, присваиваются новые значения, которые выбираются равномерно случайным образом. Как только все дизъюнкты из {\displaystyle \Phi } выполнены, алгоритм возвращает текущую реализацию. Следовательно, алгоритмическая локальная лемма Ловаса доказывает, что этот алгоритм будет работать не более чем за
{\displaystyle {\frac {n}{{\frac {2^{k}}{e}}-k}}}
шагов на формулах, которые удовлетворяют двум вышеуказанным условиям. Более сильная версия приведенного выше утверждения доказана Мозером, см. также работу Бирмана, Карпинского и Скотта.

## Параллельная версия
Описанный выше алгоритм хорошо подходит для распараллеливания, так как параллельная генерация новых реализаций для событий {\displaystyle A,B\in {\mathcal {A}}} таких, что {\displaystyle {\text{vbl}}(A)\cap {\text{vbl}}(B)=\emptyset }, эквивалентна последовательной. Следовательно, на каждой итерации основного цикла можно определить максимальный набор независимых удовлетворенных событий {\displaystyle S} и перегенерировать все события в {\displaystyle S} параллельно.
Если набор {\displaystyle x} удовлетворяет несколько более строгим условиям:
{\displaystyle \forall A\in {\mathcal {A}}:\Pr(A)\leq (1-\varepsilon )x(A)\prod _{B\in \Gamma (A)}(1-x(B))}
для некоторого {\displaystyle \varepsilon >0}, то параллельный алгоритм даёт ожидаемое время исполнения порядка
{\displaystyle O\left({\frac {1}{\varepsilon }}\log \sum _{A\in {\mathcal {A}}}{\frac {x(A)}{1-x(A)}}\right)}.